# Broni
Broni är en ort och kommun i provinsen Pavia i regionen Lombardiet i Italien. Kommunen hade 9 603 invånare (2018).